# Distrikt Pausa
Der Distrikt Oyolo liegt in der Provinz Páucar del Sara Sara in der Region Ayacucho in Südzentral-Peru. Der Distrikt besitzt eine Fläche von 251 km². Beim Zensus 2017 wurden 3317 Einwohner gezählt. Im Jahr 1993 lag die Einwohnerzahl bei 3036, im Jahr 2007 bei 3050. Sitz der Provinz- und Distriktverwaltung ist die 2524 m hoch gelegene Kleinstadt Pausa mit 2502 Einwohnern (Stand 2017). Pausa liegt 254 km südsüdöstlich der Regionshauptstadt Ayacucho.

## Geographische Lage
Der Distrikt Pausa liegt in der Cordillera Volcánica im äußersten Süden der Provinz Páucar del Sara Sara. An der westlichen Distriktgrenze erhebt sich der 5505 m hohe Vulkan Sarasara (auch Sara Sara). Durch den Norden fließt in östlicher Richtung der Río Pararca. Im Nordosten und im Osten wird der Distrikt durch die Flüsse Río Huanca Huanca und Río Marán begrenzt.
Der Distrikt Pausa grenzt im Westen an den Distrikt Puyusca (Provinz Parinacochas), im Nordwesten an die Distrikte Sara Sara und Pararca, im Norden an den Distrikt Lampa, im Nordosten an die Distrikte Colta und Corculla, im Osten an die Distrikte Sayla und Tauría (beide in der Provinz La Unión) sowie im Süden an den Distrikt Cahuacho (Provinz Caravelí).

## Ortschaften
Neben dem Hauptort gibt es folgende größere Ortschaften im Distrikt:
- Accopampa
- Casire
- Conchaca
- Huancara
- Maran
- Mirmaca Nuevo (263 Einwohnern)
- Pichor
- Pirca
- Rauripa
- Toncio

## Geboren im Distrikt Pausa
- Sócrates Zuzunaga Huaita (* 1954), peruanischer Schriftsteller, Dichter, Übersetzer und Literaturwissenschaftler